# Ибро Бублин
Ибро Бублин (Сарајево, 28. мај 1999) је босанскохерцеговачки фолк певач који је победио у десетој сезони такмичења Звезде Гранда. Снимио је цд са обрадама народних песама и севдалинки у сарадњи са Омером Побрићем.

## Дискографија

#### Мини албуми
- Моја дико (2024)

Синглови
- Болујем ти од севдаха (2016)[7]
- Луче (2017)
- Емина (2018)
- Све ћу дати (2018)
- Селица (2019)
- Имала си очи за мене(2019)[8]
- Горимо (2020)
- Туђе небо (2021)
- Шејтан дјевојче (2022)[9]
- Два другара (2023)